# Ekaterina Katnikova
Ekaterina Nikolaevna Katnikova (in russo Екатерина Николаевна Катникова?; traslitterazione anglosassone Ekaterina Nikolayevna Katnikova; Čusovoj, 22 marzo 1994) è una slittinista russa, campionessa mondiale nel singolo e nel singolo sprint a Soči 2020.

## Biografia
Ha iniziato a gareggiare per la nazionale russa nelle varie categorie giovanili nella specialità del singolo ottenendo, quali migliori risultati, il terzo posto nella classifica finale della Coppa del Mondo juniores nel 2013/14, nonché due medaglie di bronzo ai campionati europei juniores.

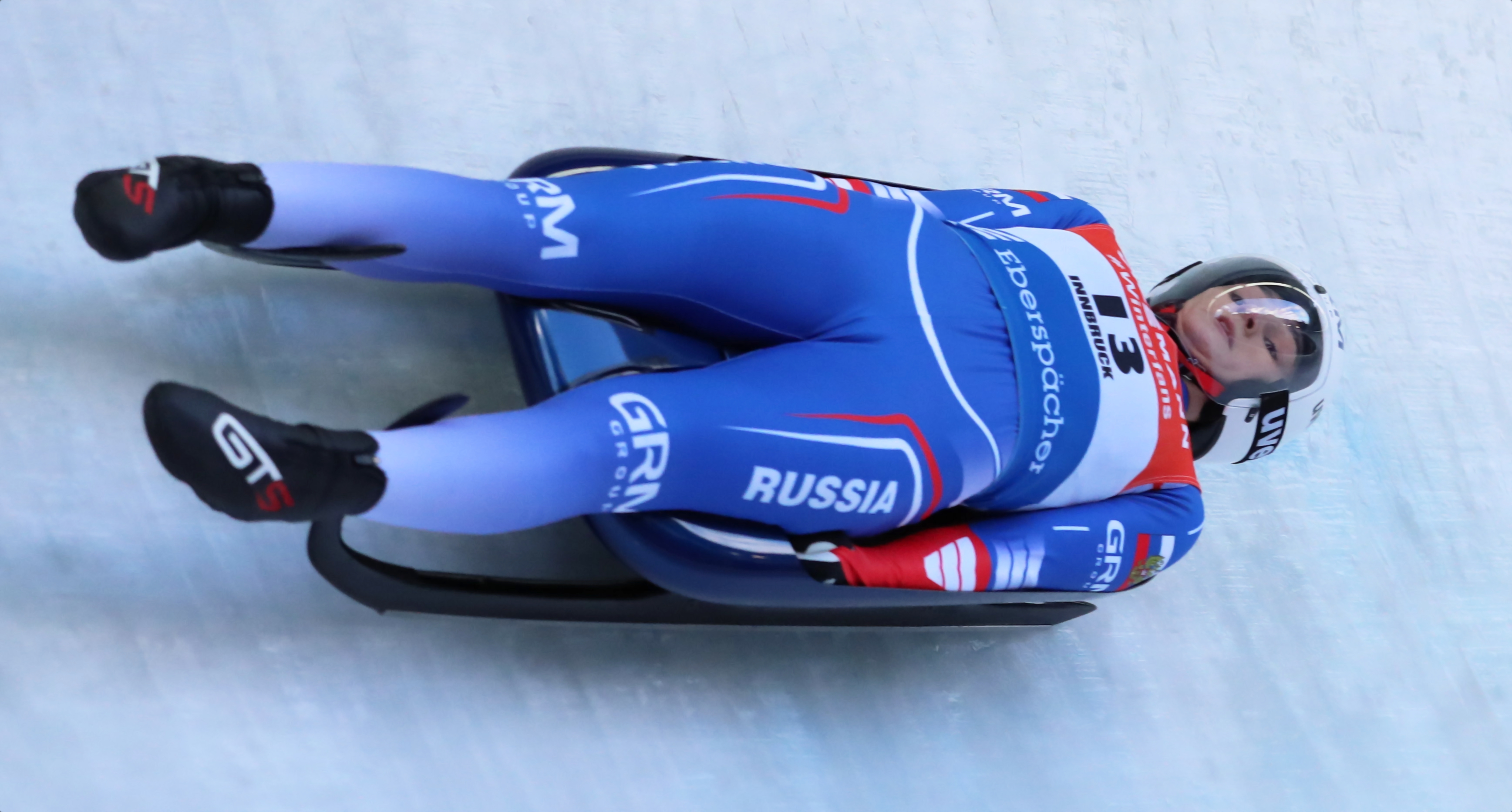
Ekaterina Katnikova in gara a Innsbruck nel 2018

A livello assoluto ha esordito in Coppa del Mondo nella stagione 2014/15, il 29 novembre 2014 a Igls, concludendo la gara del singolo all'11º posto; centrò il suo primo podio sei stagioni dopo, il 29 novembre 2020 a Innsbruck, terminando la gara a squadre in terza posizione; la settimana seguente, ad Altenberg, ottenne anche il primo podio nel singolo, classificandosi sempre al terzo posto. In classifica generale come miglior risultato si è piazzata al sesto posto nella specialità del singolo nel 2019/20.
Ha preso parte a sei edizioni dei campionati mondiali, conquistando in totale due medaglie, entrambe d'oro, ottenute nell'edizione casalinga di Soči 2020 in ambedue le specialità individuali. Nel dettaglio i suoi risultati nelle prove iridate sono stati, nel singolo: ottava a Sigulda 2015, ventiquattresima a Schönau am Königssee 2016, venticinquesima a Igls 2017, quindicesima a Winterberg 2019, medaglia d'oro a Soči 2020 e decima a Schönau am Königssee 2021; nel singolo sprint: medaglia d'oro a Soči 2020 e quattordicesima a Schönau am Königssee 2021; nelle prove a squadre: squalificata a Soči 2020. Nell'edizione di Sigulda 2015 ha conseguito inoltre la medaglia d'oro nel singolo nella speciale classifica riservata agli under 23.

## Palmarès

### Mondiali
- 2 medaglie:
  - 2 ori (singolo, singolo sprint a Soči 2020).

### Mondiali under 23
- 1 medaglia:
  - 1 oro (singolo a Sigulda 2015).

### Europei juniores
- 2 medaglie:
  - 2 bronzi (gara a squadre a Oberhof 2013, singolo a Sigulda 2014).

### Coppa del Mondo
- Miglior piazzamento in classifica generale nel singolo: 6ª nel 2019/20.
- 3 podi (1 nel singolo, 2 nelle gare a squadre):
  - 3 terzi posti.

### Coppa del Mondo juniores
- Miglior piazzamento in classifica generale nel singolo: 3ª nel 2013/14.